# Libor Kozák
Libor Kozák, född 30 maj 1989 i Opava, Tjeckoslovakien, i nuvarande Tjeckien, är en tjeckisk fotbollsspelare som spelar för Sparta Prag. Han spelar också för Tjeckiens landslag. 

## Karriär
Den 2 januari 2014 bröt Kozak benet på en träning med Aston Villa, klubben skulle då få klara sig utan Kozak under resten av säsongen 2013-2014. Innan det så hade han gjort fyra mål på 14 matcher. Han hade även blivit Europa Leagues bästa målskytt med tio mål under tiden i Romklubben Lazio.
I augusti 2017 värvades Kozák av italienska Bari.